# Gefriersperma

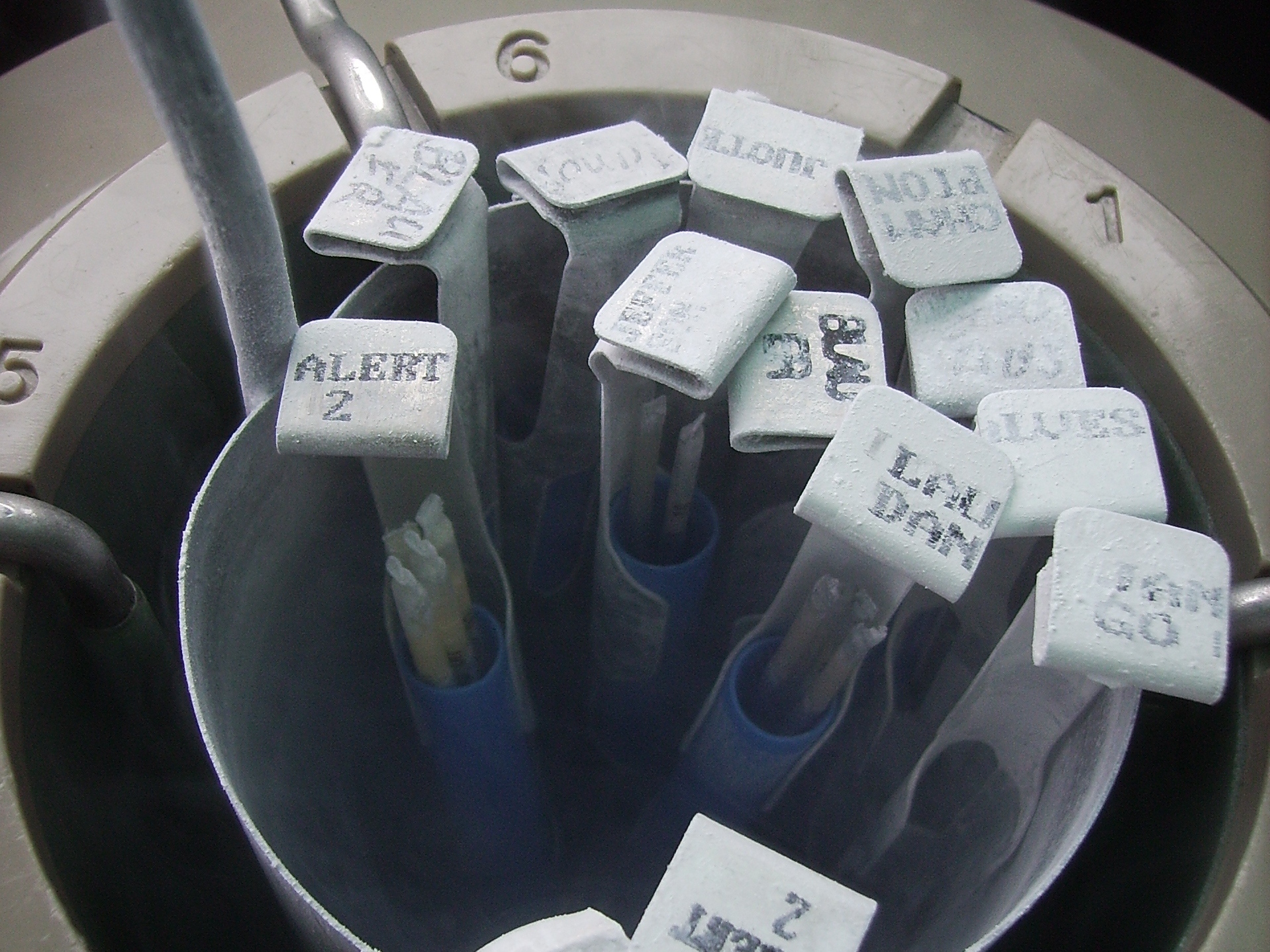
Gefrierspermaportionen von Bullen in einem Stickstoffkanister

Bei Gefriersperma handelt es sich um Sperma, welches durch Kryokonservierung haltbar gemacht wurde. Es wird vor allem in der künstlichen Besamung bei Rindern, Pferden und einigen Zootieren, aber auch zur künstlichen Befruchtung beim Menschen eingesetzt. Gefriersperma ist praktisch unbegrenzt lagerbar.

## Herstellung von Gefriersperma
Nach sexueller Stimulation wird die Samenflüssigkeit unmittelbar nach dem Samenerguss in einem auf Körpertemperatur angewärmten Wasserbad aufbewahrt. Im Anschluss werden Volumen und Qualität des Ejakulats ermittelt. Wichtige Kriterien zur Qualitätsbeurteilung sind die Spermienkonzentration (Bulle: 0,8 bis 2,5 Mrd. Spermien pro ml) sowie der Prozentsatz beweglicher Spermien (Bulle: 60 bis 80 %). Vor dem Gefrieren wird die Samenflüssigkeit verdünnt. Der Verdünner enthält Nähr- und Schutzstoffe, wie beispielsweise Eigelb und Zucker, Pufferlösung, Antibiotika zur Verhinderung des Keimwachstums sowie Glycerin als Frostschutz. Die Zugabe dieser Substanzen dient dazu, die Lebens- und Befruchtungsfähigkeit der Spermien zu erhalten. Nach dem Abfüllen der einzelnen Portionen in spezielle Plastikröhrchen, sogenannte Pailletten (Rind: Inhalt je nach System 0,25 bis 0,5 ml), werden diese für mehrere Stunden in einem Kühlschrank auf +4 °C abgekühlt. Das anschließende Einfrieren erfolgt meist in speziellen Tiefgefriermaschinen oder im Stickstoffdampf eines Spezialcontainers. Eingelagert wird Gefriersperma dann in flüssigem Stickstoff bei −196 °C. Wird diese Temperatur konstant gehalten, ist das Gefriersperma nahezu unbegrenzt haltbar, während es schon eine geringe Temperaturerhöhung unbrauchbar machen kann. 

## Bedeutung
Besondere Bedeutung besitzt Gefriersperma in der Rinderzucht, wo beispielsweise der Bulle Hanoverhill Starbuck über 200.000 Töchter hatte und von Toystory über zwei Millionen Portionen verkauft wurden. Osborndale Ivanhoe, der Muttersvater von Starbuck, war einer der ersten weltweit eingesetzten Bullen. An der durch ihn verbreiteten Erbkrankheit BLAD wurden auch die Probleme der zu engen Blutführung aufgrund des breiten Einsatzes weniger Bullen deutlich. Zum Einsatz kommt Gefriersperma auch bei Zootieren und seltenen Schafrassen. In der Schweinezucht wird Gefriersperma kaum eingesetzt. Die große Menge des Ejakulats von Schweinen erlaubt keine schnelle Abkühlung, weshalb dort fast nur mit Frischsperma gearbeitet wird.
Bedingt durch die Beanspruchung während des Gefrier- und Auftauvorgangs ist die Befruchtungsfähigkeit des Gefrierspermas gegenüber Frischsperma um etwa 15 bis 20 % geringer. Die Einfuhr und der Handel mit Gefriersperma von Tieren unterliegen gesetzlichen Regelungen.
Für die künstliche Befruchtung der Frau wird Gefriersperma in Samenbanken gelagert.
Auch beim Erhalt gefährdeter Tierarten bekommt die künstliche Besamung durch Gefriersperma eine immer höhere Bedeutung. So gelang chinesischen Wissenschaftlern im Juli 2009 erstmals auf diese Weise die Geburt zweier Pandabären.